# Kammarskrivare
Kammarskrivare var titeln på lägsta gradens tjänstemän i en del ämbetsverk som Riksbanken, Tullverket, Riksgäldskontoret och Överståthållarämbetet.
Inom en del andra verk, exempelvis Kammar- och Kommerskollegierna, Kammarrätten, Statskontoret, Post- och Telegrafverken samt Överintendentsämbetet, var kammarskrivartiteln redan i början av 1900-talet utbytt mot andra benämningar.